# Plodia dolorosa
Plodia dolorosa är en fjärilsart som beskrevs av Dyar 1919. Plodia dolorosa ingår i släktet Plodia och familjen mott. Inga underarter finns listade i Catalogue of Life.